# Heterocerus
Heterocerus is een geslacht van kevers uit de  familie van de oevergraafkevers (Heteroceridae). 

## Soorten
- Heterocerus abyssinicus Mamitza, 1930
- Heterocerus alessandrae Mascagni & Monte, 2000
- Heterocerus alluaudi Grouvelle, 1906
- Heterocerus angolensis R. Charpentier, 1962
- Heterocerus angustatus Chevrolat, 1864
- Heterocerus aptus W. V. Miller, 1994
- Heterocerus aragonicus Kiesenwetter, 1850
- Heterocerus armatus Sharp, 1882
- Heterocerus assimilis Grouvelle, 1896
- Heterocerus atroincertus R. Charpentier, 1965
- Heterocerus balkei Skalický, 2002
- Heterocerus birmanicus Grouvelle, 1896
- Heterocerus boliviensis (Pacheco, 1964)
- Heterocerus bredoi Mamitza, 1931
- Heterocerus bruchi Grouvelle, 1905
- Heterocerus brunneus Melsheimer, 1844
- Heterocerus capensis Péringuey, 1892
- Heterocerus capensoides R. Charpentier, 1962
- Heterocerus catamarcensis Skalický, 2003
- Heterocerus charpentieri Mascagni, 1998
- Heterocerus chilensis Skalický, 2003
- Heterocerus ciliaticollis Steinheil, 1869
- Heterocerus cognatus Sharp, 1887
- Heterocerus coheni Skalický, 2007
- Heterocerus collaris Kiesenwetter, 1851
- Heterocerus crossi W. V. Miller, 1995
- Heterocerus danielssoni Skalický, 2006
- Heterocerus dayremi Peyerimhoff, 1921
- Heterocerus debilipes Blackburn, 1903
- Heterocerus decemmaculatus Chevrolat, 1864
- Heterocerus denticulatus Mamitza, 1930
- Heterocerus drechseli Skalický, 2002
- Heterocerus dubitabilis Grouvelle, 1906
- Heterocerus dubius Fabricius, 1801
- Heterocerus elongatus Grouvelle, 1896
- Heterocerus ernsti Skalický, 2006
- Heterocerus fairmairei Grouvelle, 1906
- Heterocerus fatuus Kiesenwetter, 1851
- Heterocerus fenestratus (Thunberg, 1784)
- Heterocerus fijiensis R. Charpentier, 1968
- Heterocerus flexuosus Stephens, 1828
- Heterocerus flindersi Blackburn, 1888
- Heterocerus fossor Kiesenwetter, 1843
- Heterocerus freudei (Pacheco, 1973)
- Heterocerus fumidus (Pacheco, 1964)
- Heterocerus fusculus Kiesenwetter, 1843
- Heterocerus gemmatus G. Horn, 1890
- Heterocerus glicki Pacheco, 1963
- Heterocerus gnatho LeConte, 1863
- Heterocerus guttatus Kiesenwetter, 1851
- Heterocerus hankae Skalický, 1998
- Heterocerus hardei Mascagni, 1988
- Heterocerus heissi Skalický, 2006
- Heterocerus holosericeus Rosenhauer, 1856
- Heterocerus humilis Guillebeau, 1896
- Heterocerus incertus Grouvelle, 1896
- Heterocerus inciertus (Pacheco, 1964)
- Heterocerus infrequens W. V. Miller, 1994
- Heterocerus ingeniosus (Pacheco, 1964)
- Heterocerus inornatus Skalický, 2004
- Heterocerus insolens W. V. Miller, 1994
- Heterocerus intermuralis Pacheco, 1963
- Heterocerus jaccoudi Mascagni in Mascagnil & Skalicky, 2007
- Heterocerus jaechi Skalický, 2003
- Heterocerus jujuyensis Trémouilles, 1999
- Heterocerus kamtschaticus Egorov, 1989
- Heterocerus kaszabi R. Charpentier, 1979
- Heterocerus katotuensis Skalický, 2002
- Heterocerus kerleyi Skalický, 2003
- Heterocerus kiesenwetteri Steinheil, 1869
- Heterocerus labiatus Kiesenwetter, 1851
- Heterocerus lacyorum Skalický, 2006
- Heterocerus largsensis Blackburn, 1903
- Heterocerus longilobulus (Pacheco, 1964)
- Heterocerus lorenzevae Mascagni, 1993
- Heterocerus magnus Mamitza, 1933
- Heterocerus malheurensis Hatch, 1965
- Heterocerus marginatus (Fabricius, 1787)
- Heterocerus maritimus (Guérin-Méneville, 1844)
- Heterocerus mastersi MacLeay, 1873
- Heterocerus medius R. Charpentier, 1965
- Heterocerus meridianus (Pacheco, 1975)
- Heterocerus meridionalis Péringuey, 1892
- Heterocerus mexicanus Sharp, 1882
- Heterocerus microincertus R. Charpentier, 1965
- Heterocerus mirus W. V. Miller, 1994
- Heterocerus miser Kiesenwetter, 1851
- Heterocerus mollinus Kiesenwetter, 1851
- Heterocerus montanus Grouvelle, 1906
- Heterocerus morgani Grouvelle, 1907
- Heterocerus mus R. Charpentier, 1965
- Heterocerus nepalensis Mascagni, 1993
- Heterocerus nigricornis Motschulsky, 1858
- Heterocerus nodieri Grouvelle, 1919
- Heterocerus novaeselandiae R. Charpentier, 1968
- Heterocerus novoincertus R. Charpentier, 1965
- Heterocerus obsoletus Curtis, 1828
- Heterocerus ornatus Grouvelle, 1906
- Heterocerus ottomerkli Skalický, 2001
- Heterocerus pachecoi Skalický, 2002
- Heterocerus pallidivestis Guillebeau, 1893
- Heterocerus pallidus Say, 1823
- Heterocerus parallelus Gebler, 1830
- Heterocerus parnaguaensis Skalický, 2003
- Heterocerus parrotus (Pacheco, 1964)
- Heterocerus pavliceki Skalický, 1999
- Heterocerus peringueyi Grouvelle, 1919
- Heterocerus perplexus Grouvelle, 1896
- Heterocerus persicus Mascagni, 1989
- Heterocerus philippensis Grouvelle, 1896
- Heterocerus planoincertus R. Charpentier, 1979
- Heterocerus punctatissimus Mamitza, 1930
- Heterocerus quadricollis Grouvelle, 1905
- Heterocerus rawlinsi Mascagni, 1993
- Heterocerus reticulatus (Pacheco, 1964)
- Heterocerus rivularis Germain, 1854
- Heterocerus rufoincertus R. Charpentier, 1965
- Heterocerus sandersoni (Pacheco, 1964)
- Heterocerus santacruzensis Trémouilles, 1999
- Heterocerus sauteri Grouvelle, 1911
- Heterocerus scabriusculus R. Charpentier, 1968
- Heterocerus schatzmayri Mamitza, 1936
- Heterocerus schawallensis Mascagni, 2007
- Heterocerus schodli Skalický, 2002
- Heterocerus schwarzi G. Horn, 1890
- Heterocerus selanderi (Pacheco, 1969)
- Heterocerus sennarensis Grouvelle, 1909
- Heterocerus sharpi Grouvelle, 1896
- Heterocerus sichuanensis Mascagni, 2003
- Heterocerus similis Grouvelle, 1896
- Heterocerus simillimus R. Charpentier, 1968
- Heterocerus sinaloensis Pacheco, 1961
- Heterocerus sinecorniger Skalický, 2006
- Heterocerus sinuosus (Pacheco, 1964)
- Heterocerus snizeki Skalický, 1996
- Heterocerus solitarius (Pacheco, 1973)
- Heterocerus spinifer Sharp, 1882
- Heterocerus stankerus Pacheco, 1963
- Heterocerus stastnyi Skalicky in Mascagnil & Skalicky, 2007
- Heterocerus steineri Skalický, 2006
- Heterocerus stultus Grouvelle, 1915
- Heterocerus subantarcticus Trémouilles, 1999
- Heterocerus subpilosus R. Charpentier, 1968
- Heterocerus substriatus Kiesenwetter, 1851
- Heterocerus subtilis W. V. Miller, 1988
- Heterocerus tenuis W. V. Miller, 1988
- Heterocerus testaceus R. Charpentier, 1965
- Heterocerus texanus (Pacheco, 1964)
- Heterocerus thebaicus Grouvelle, 1896
- Heterocerus tibesticola R. Charpentier, 1964
- Heterocerus tortuosus (Pacheco, 1973)
- Heterocerus tristis Mannerheim, 1853
- Heterocerus uhligi Mascagni & Monte, 2001
- Heterocerus undatus Melsheimer, 1884
- Heterocerus unicolor Hotschulsky, 1858
- Heterocerus unicus W. V. Miller, 1988
- Heterocerus unituberculosus W. V. Miller, 1995
- Heterocerus usingeri Pacheco, 1961
- Heterocerus validus Grouvelle, 1905
- Heterocerus varius Kiesenwetter, 1843
- Heterocerus velutinus Sharp, 1887
- Heterocerus virgatus Mamitza, 1933
- Heterocerus virginiensis Skalický, 2007
- Heterocerus vulpes Grouvelle, 1906
- Heterocerus wittei Mamitza, 1939
- Heterocerus woodruffi (Pacheco, 1975)